# Ерік Адлерц
Ерік Адлерц (швед. Erik Adlerz, 23 липня 1892 — 8 вересня 1975) — шведський стрибун у воду.
Олімпійський чемпіон 1912 року, призер 1920 року, учасник 1908, 1924 років.